# Kalervo Rankama
Kaarlo Kalervo Rankama (* 22. Februar 1913 in Helsinki; † 1995) war ein finnischer Geowissenschaftler, der sich insbesondere mit Geochemie befasste. Er war Professor an der Universität Helsinki.
Rankama studierte in Helsinki, wo er 1936 bis 1938 Assistent am Mineralogisch-Geologischen Institut der Universität war und danach Assistenzgeologe in der Geologischen Landesaufnahme.
Sein Lehrbuch Geochemie mit Thure Georg Sahama beförderte in den 1950er Jahren die geochemische Forschung. In seinem Buch Isotope Geology von 1954 führte er den Begriff Isotopengeologie ein. 1960 folgte wegen der schnellen Entwicklung des Fachgebiets ein weiteres Lehrbuch Progress in Isotope Geology als Fortsetzung.
In Finnland führte zuerst der Chemiker Walter Wahl von der Universität Helsinki in den 1940er Jahren Isotopenuntersuchungen an Mineralien mit Gehalt Uran, Thorium und Blei aus. 1948 untersuchte Rankama (an der University of Minnesota) mit isotopenchemischen Methoden den Kohlenstoffgehalt von Kugelbildungen in Phylliten aus Finnland, die zuerst J. J. Sederholm untersucht hatte (Corycium enigmaticum) und die heute als Relikte von Algen auf Schlamm-Kügelchen in Turbiditen interpretiert werden.
Im Jahr 1968 wurde er zum Mitglied der Leopoldina gewählt, 1971 erhielt er die Gustav-Steinmann-Medaille, der (so die Laudatio) auf grundlegenden geochemischen Forschungen aufbauend die quantitativen Aspekte der Geologie erweiterte.
Das Mineral Rankamait ist nach ihm benannt.

## Schriften
- mit Thure Georg Sahama[4] Geochemistry, University of Chicago Press 1950, 1960
- Progress in isotope geology, Interscience 1965
- Isotope Geology, 2. Auflage, Pergamon Press 1956
- Herausgeber der Reihe Geologic systems, Interscience, ab 1963 (zum Beispiel die Teile The Precambrian, The Quaternary, jeweils mehrere Bände)
- Suomen geologica, Helsinki 1964